# Ludwig von Frankreich (1244–1260)

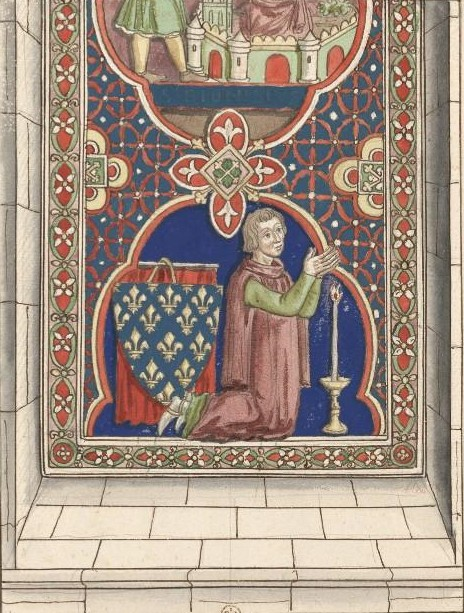
Prinz Ludwig beim Gebet. Zeichnung eines im 13. Jahrhundert gefertigten Steinglasfensters der Kathedrale von Chartres.

Ludwig (franz.: Louis de France; * 21. oder 24. Februar 1244; † 11. Januar 1260 in Paris) war ein Prinz des Geschlechts der Kapetinger, Thronfolger und zeitweilig nomineller Regent von Frankreich.

## Leben
Ludwig war der älteste Sohn des französischen Königs Ludwig IX. (dem Heiligen) und der Margarete von der Provence und damit designierter Thronfolger.
1248 brachen seine Eltern zum Kreuzzug nach Ägypten (sechster Kreuzzug) auf und übertrugen die Regentschaft Blanka von Kastilien. Als diese im November 1252 starb und der Vater weiterhin im Heiligen Land weilte, wurde der achtjährige Prinz Ludwig dem Namen nach Regent von Frankreich. Tatsächlich regierte ein königlicher Rat unter der Führung der Onkel Alfons von Poitiers und Karl von Anjou, die ausgestellten Urkunden wurden jedoch in seinem Namen gezeichnet und gesiegelt, die an die Krone gerichtete Korrespondenz jener Zeit wurde an seine Person adressiert. Die Grundlage der Regentschaft bildete das in Frankreich noch nicht schriftlich fixierte Prinzip des Erstgeborenenrechts, wonach in Abwesenheit der Eltern und ohne anders lautende Bestimmungen des Königs als Erstem Ludwig als primogenitus die Regentschaft zufiel, welche im Juli 1254 mit der Rückkehr des Vaters nach Paris endete.
In den folgenden Jahren wurde Ludwig hinsichtlich zukünftiger Regierungstätigkeit unterwiesen, unter anderem widmete ihm der Rechtsgelehrte Pierre de Fontaines das Rechtslehrbuch Conseil à un ami. Am 20. August 1255 wurde er mit seiner Cousine Infantin Berenguela († 1300), Tochter des Königs Alfons X. von Kastilien, verlobt. Sie galt zu diesem Zeitpunkt noch als Thronerbin von Kastilien, was sich mit der kurz darauf folgenden Geburt des Infanten Ferdinand de la Cerda änderte.
Zusammen mit dem jüngeren Bruder Philipp war Ludwig am 28. Mai 1258 Zeuge der Besiegelung und Beeidigung des Vertrags von Paris, der die generationenlangen Feindseligkeiten zwischen französischem und englischem Königshaus beenden sollte. Im Folgejahr bezeugte Ludwig, wie der englischen König Heinrich III. seinem Vater in Paris huldigte, womit der Vertrag rechtsgültig wurde. Unmittelbar nach dem Weihnachtsfest 1259 erkrankte Ludwig und starb kurz nach Neujahr 1260 im Alter von fast sechzehn Jahren. Der Kirchengelehrte Vinzenz von Beauvais schrieb für Ludwig IX. eine in der Gattung traditioneller christlicher Trostschriften als Meisterwerk geltende consolatio. Thronfolger wurde nun Philipp, der 1270 als Philipp III. den Thron bestieg.
Prinz Ludwig wurde in der Abtei Royaumont bestattet, nicht jedoch in der königlichen Grablege von Saint-Denis, wo nach einer Bestimmung Ludwigs IX. nur gekrönte Häupter beigesetzt werden sollten. Dennoch wurden 1817 die sterblichen Überreste nach Saint-Denis transferiert.

## Weblink
- Ludwig von Frankreich bei fmg.ac (englisch)

| Personendaten    | Personendaten                                                                                                   |
| ---------------- | --- |
| NAME             | Ludwig von Frankreich                                                                                           |
| ALTERNATIVNAMEN  | Louis de France                                                                                                 |
| KURZBESCHREIBUNG | Sohn des Königs Ludwig IX. von Frankreich und der Margarete von Provence, Thronfolger und Regent von Frankreich |
| GEBURTSDATUM     | 21. Februar 1244 oder 24. Februar 1244                                                                          |
| STERBEDATUM      | 11. Januar 1260                                                                                                 |
| STERBEORT        | Paris |